# Mongkut
Mongkut (Rama IV) (18 de octubre de 1804-1 de octubre de 1868) fue el rey de Siam desde 1851 hasta 1868, considerado por los historiadores como uno de los monarcas más importantes de la dinastía Chakri.
Segundo hijo de Buda Loetla Nabhalai y de la reina Srisuriyendra. Fallecido su hermano mayor al nacer, era el heredero legítimo al trono, si bien a la muerte de su padre la nobleza apoyó la entronización de su hermanastro Nangklao, debiendo Mongkut marchar al exilio fuera de la Corte recorriendo el país. Adquirió una amplia formación en distintas materias como inglés, latín y astronomía durante los diecisiete años que permaneció ajeno al poder.
En 1851 llegó al trono. Su mayor preocupación fue el mantenimiento de la independencia del país frente a los colonizadores europeos representados por la expansión en el sudeste asiático de Francia y el Reino Unido. Dada su formación, consideró que era necesario que los tailandeses adoptasen modos de vida occidentales para no ser considerados como bárbaros por las potencias coloniales.
Favoreció la llegada de profesores e instructores extranjeros para educar a sus hijos. Entre ellos se encontraba Dan Beach Bradley, que fue autorizado a introducir la medicina occidental y que publicó por vez primera un diario sin control gubernamental. También llegó al país Anna Leonowens, cuya influencia dio lugar a una fuerte controversia en Tailandia, especialmente en la manera en la que marcó la forma de ver y apreciar el mundo del entonces príncipe Chulalongkorn, que sucedería a su padre, Mongkut. Anna enseñó al joven príncipe los valores occidentales de la libertad y la condena de la esclavitud, aunque el modelo esclavista de Siam era muy distinto al estadounidense.
Algunas leyendas atribuyeron a Mongkut el ofrecimiento a Abraham Lincoln de elefantes de guerra durante la guerra civil norteamericana para luchar contra los confederados. Lo cierto es que sí ofreció el envío al presidente James Buchanan, para ser usados los animales como bestias de carga en el transporte. La leyenda surgió a raíz de que la carta de ofrecimiento llegó tarde y a manos del presidente Lincoln, que sucedió a Buchanan, quien rehusó la oferta indicando al rey tailandés que la maquinaria estadounidense podía cumplir con las tareas de los elefantes.
La historia de Anna Leonowens inspiró el musical Rodgers and Hamerstein y la película Anna and the King, entre otras obras.
Formado en el budismo, Mongkut trabajó para introducir en Tailandia el Thammayut Nikaya, una orden de monjes budistas que se consideraba más ortodoxa que la escuela Theravāda y le ofreció durante su reinado un gran apoyo.
Durante una exitosa expedición científica a la provincia de Prachuap Khiri Khan al sur de Bangkok, en la que Mongkut quiso mostrar a los occidentales su amplia formación en astronomía invitándoles a observar un eclipse solar que había predicho dos años antes, contrajo malaria, falleciendo pocos días después.
| Predecesor: Nangklao | Rey de Tailandia 1851-1868 | Sucesor: Chulalongkorn |

- Datos: Q312849
- Multimedia: Mongkut / Q312849